# Akademia Rozwoju Filantropii w Polsce
Akademia Rozwoju Filantropii w Polsce (ang. Academy for the Development of Philanthropy in Poland) – stowarzyszenie powstałe w 1998 stawiające sobie za długofalowy cel budowę społeczeństwa obywatelskiego, wyzwolenie potencjału tkwiącego w samych społecznościach, podejmowanie inicjatyw ważnych społecznie.
Akademia prowadzi działania w sześciu obszarach programowych:
- rozwój i aktywizacja społeczności lokalnych
- aktywność młodzieży
- aktywność osób starszych
- społeczne zaangażowanie biznesu
- przedsiębiorczość społeczna
- nowoczesna filantropia indywidualna

Działania Akademii skierowane są przede wszystkim do organizacji pozarządowych, grup obywatelskich i przedsiębiorców. Adresatami programów są także samorządy, media i opinia publiczna.
Organizacja prowadzi swą działalność m.in. poprzez przekazywanie grantów i stypendiów. Przykładowe programy grantodawcze: Działaj Lokalnie (realizowany przy wsparciu Polsko-Amerykańskiej Fundacji Wolności), Pracownia Umiejętności, Łączymy pokolenia.
Organizacja należy do Forum Darczyńców.
Akademia Rozwoju Filantropii w Polsce realizuje m.in. takie programy jak: Działaj Lokalnie, Lokalne Partnerstwa PAFW, Global Challenges Local Solutions (GCLS) a także Konkurs o tytuł "Dobroczyńca Roku", Plebiscyt "Gwiazdy Dobroczynności" czy Koalicja Prezesi-Wolontariusze. 

## Władze organizacji
Zarząd:
- Paweł Łukasiak – prezes, Tomasz Bruski i Elżbieta Łebkowska – członkowie

Komisja Rewizyjna:
- Aleksander Galos – radca prawny, Partner w Kancelarii Kochański Zięba i Partnerzy
- dr Witold Salwach – doktor ekonomii w dziedzinie Nauk o Zarządzaniu, ekspert we wdrażaniu programów doskonałości operacyjnej
- Joanna Staręga-Piasek - dyrektor Instytutu Rozwoju Służb Społecznych, doktor Pedagogiki, była doradczyni społeczna Prezydenta RP, posłanka na sejm I, II i III kadencji, była wiceminister pracy